# Gergő Badar
Gergő Badar (1990) is een Hongaars triathlon- en quadrathlon-atleet.

## Levensloop
Hóbor werd driemaal wereldkampioen op de 'middellange afstand' en eenmaal op de sprint in de quadrathlon.

## Palmares

### Quadrathlon
- Wereldkampioenschap sprint: 2016
- Wereldkampioenschap middellange afstand: 2016, 2017 en 2018
- Europees kampioenschap sprint: 2013